# Francisco Palencia
Juan Francisco Palencia Hernández (Mexikóváros, 1973. április 28. – ) mexikói válogatott labdarúgó.

## Pályafutása

### Klubcsapatban
Mexikóvárosban született. 1994 és 2003 között a Cruz Azul játékosa volt, melynek színeiben 239 mérkőzésen lépett pályára és 91 alkalommal volt eredményes. Egy mexikói bajnoki címet (1997) szerzett és két CONCACAF-bajnokok kupáját nyert a Cruz Azullal. A 2001–02-es szezonban a spanyol RCD Espanyol vette kölcsön. 2002 és 2005 között a CD Guadalajara, 2005 és 2006 között a Chivas USA csapatában játszott. 2007 és 2011 között a UNAM Pumas együttesében szerepelt, melynek tagjaként két bajnoki címet szerzett.

### A válogatottban
1996 és 2009 között 80 alkalommal szerepelt az mexikói válogatottban és 12 gólt szerzett. Részt vett az 1996. évi nyári olimpiai játékokon, az 1998-as és a 2002-es világbajnokságon, az 1997-es konföderációs kupán, a 2000-es CONCACAF-aranykupán, az 1997-es, az 1999-es, és a 2004-es Copa Américán illetve tagja volt az 1998-as CONCACAF-aranykupán és az 1999-es konföderációs kupán aranyérmet szerző csapatnak is. 

## Sikerei, díjai
Cruz Azul
- Mexikói bajnok (1): Invierno 1997
- CONCACAF-bajnokok ligája (2): 1996, 1997
- Mexikói kupagyőztes (1): 1996–97

UNAM Pumas
- Mexikói bajnok (2): Clausura 2009, Clausura 2011

Mexikó
- Konföderációs kupa győztes (1): 1999
- CONCACAF-aranykupa győztes (1): 1998
- Copa América bronzérmes (2): 1997, 1999